# Sky Deutschland
 (avril 2014).
Sky Deutschland est une entreprise allemande dont le siège social se situe à Munich en Bavière. L'entreprise a été créée en 1991 sous le nom de Premiere, et c'est un acteur majeur de la télévision payante en Allemagne, en Autriche et en Suisse alémanique.

## Historique
Premiere AG a été créé en 1990 par les groupes Kirch (de), UFA et Groupe Canal+. En 1991, Kirch, qui possédait depuis 1984 Teleclub, bouquet qui émettait déjà en Allemagne et en Suisse, le fusionne avec Premiere. En 1997, Premiere est diffusé pour la première fois en numérique.
Malgré un succès mitigé (une majorité d'Allemands reçoit par câble une trentaine de chaines gratuite en tous genres et ne voit donc pas l'utilité de payer pour en voir d'autres...), KirchPay TV fait faillite en 2002, entrainant Premiere et ses droits de diffusions élevés du football dans sa chute. Le bouquet est racheté en 2003 par le fonds d'investissement Permira et d'autres partenaires qui relancent le bouquet et l'introduisent en bourse en 2005, en pleine gloire. Malheureusement pour Premiere, les fonds levés ne s'avèrent pas suffisants pour racheter les droits de la Bundesliga, qui filent vers un consortium de cablo-opérateurs. La société les récupéra en 2006 en faisant rentrer ce consortium dans son capital, mais les autorités allemandes de la concurrence jugeront en 2007 le rapprochement anticoncurrentiel.
En février 2009, le groupe a encore publié de mauvais résultats. Preuve que la télévision à péage peine à s'imposer outre-Rhin. Au dernier trimestre 2008, Premiere a encore perdu 114.3 millions d’euros, contre 23.5 pour le dernier trimestre 2007. La perte annuelle se serait élevée à 269.4 millions d'euros, là encore un record. Pire, le nombre des abonnés a légèrement baissé passant de 2,5 à 2,4 millions.
Mais depuis quelques mois[Quand ?], le groupe News Corp de Rupert Murdoch a pris 25,1 % du capital de Premiere. Il souhaite monter encore plus dans le capital et placer ses propres dirigeants.
Le 4 juillet 2009, le groupe Premiere a été rebaptisé pour devenir Sky Deutschland.
En juillet 2014, BSkyB annonce l'acquisition de Sky Deutschland et de Sky Italia, respectivement détenues à 57 % et à 100 % par 21st Century Fox, pour 9 milliards de dollars.
En janvier 2015, Sky Deutschland est désormais détenu à 95 % par BSkyB.
En juin 2025, RTL Group annonce l'acquisition de Sky Deutschland pour un montant prévu entre 150 et 527 millions d'euros, faible prix lié aux pertes récurrentes de Sky Deutschland.

## Activités

### Allemagne

#### Distribution d'offres de télévision à péage
À l'instar de ses concurrents européens tel que Canal+ Groupe ou Sky Global, Premiere AG propose à ses abonnés différentes formules tel que Premiere Start, son offre premium comparable à Canal+ Le Bouquet en France, qui diffuse des programmes tels que la bundesliga, le championnat allemand de football, de la Formule 1, des films et des séries américaines, des contenus érotiques...
Premiere Thema, comparable à Canalsat, est un bouquet de chaines thématiques. On y retrouve des thématiques diverses et variés tel que la science-fiction avec Sci Fi Germany, des documentaires avec Discovery Channel...
Ses offres sont disponibles via le satellite, l'ADSL et le câble. Premiere AG comptait fin septembre 2007 plus de 3,53 millions d'abonnés à ses différentes formules.

#### PremiereInternet TV
Premiere AG détient 100 % de Premiere Internet TV, éditeur des sites internet allemand, autrichien et suisse de Premiere (Premiere.de, Premiere.at...) du site de vidéo à la demande vod.première.de, accessible sur Internet, et Direkt+ via le décodeur. Par ailleurs, Les activités de Pay-per-view sont très développées en Allemagne, les offres de Premiere AG sous les noms de Premiere Direkt, de Premiere Erotik...connaissent donc un grand succès. Enfin, les services interactifs, disponibles avec le décodeur, sont parmi les plus complets d'Europe.

#### Premium Media Solution
PMS est la régie pub de Premiere AG. Elle commercialise les espaces publicitaires des chaines de Premiere AG, notamment ceux diffusés lors des retransmissions de Formule 1, qui rencontrent un grand succès.

#### Primus Sport
Primus Sport, société contrôlée à 100 % par Premiere AG, est une agence de gestion de droits sportifs qui a pour objectif d’acquérir les droits des retransmissions sportives diffusées sur les chaines de Premiere AG. L’agence commercialise les compétitions non diffusées et gère aussi les droits liés aux nouveaux médias (internet, mobile, UMTS...).

### Activités à l'étranger

#### Distribution d'offres de télévision à péage

##### PremiereAutriche
Premiere Autriche, dérivée autrichienne de Premiere Allemagne, propose en tant que contenus premiums à ses abonnés le championnat autrichien de football, du hockey sur glace...

##### PremiereSuisse
Premiere Suisse n'est par une offre en tant que telle, il s'agit en réalité de Premiere Allemagne vendu en Suisse germanophone.